# China Life Insurance
China Life Insurance Company Limited (China Life) ist ein chinesisches Versicherungsunternehmen mit Sitz in Peking. Mit einem Umsatz von 84,8 Milliarden US-Dollar, bei einem Gewinn von 2,9 Milliarden US-Dollar, steht laut Forbes Global 2000 auf Platz 51 der weltgrößten Unternehmen (Stand: Geschäftsjahr 2016) und ist der fünftgrößte Versicherer weltweit. Das Unternehmen ist in den Aktienindizes Hang Seng Index und SSE 50 gelistet. Anfang 2017 kam es auf eine Marktkapitalisierung von 98,1 Mrd. USD.
China Life ist der größte Lebensversicherer Chinas, bietet aber Versicherungsdienstleistungen verschiedener Art an.

## Geschichte
Die Vorgängergesellschaft PICC wurde 1949 gegründet. Die PICC (Life) Co., Ltd. entstand 1996 nach der Abspaltung von der ehemaligen PICC. 1999 wurde sie in China Life Insurance Company umbenannt. Mit Zustimmung des Staatsrats und der chinesischen Versicherungsaufsichtsbehörde wurde die ehemalige China Life Insurance Company 2003 in die China Life Insurance (Group) Company umstrukturiert.
Am 18. Dezember 2003 ging das Unternehmen an die Börse.
2007 wurde die Genehmigung von der China Insurance Regulatory Commission für die Gründung eines Joint Venture mit ausländischen Unternehmen mit Sitz in Hongkong erteilt.
Das Grundkapital des Joint Venture beträgt HKD 60 Millionen. 50 % der Anteile werden durch die China Life Insurance AMC, 26 % von den Franklin Templeton Investments, und 24 % von China Life Insurance (Overseas) gehalten, um außerhalb von China Versicherungsleistungen anzubieten.
BBC NEWS meldete im September 2023, der ehemalige Vorsitzende der China Life Insurance, Wang Bin, sei der jüngste prominente Chef, der im Zuge des harten Durchgreifens Pekings gegen die Finanzbranche inhaftiert wurde. In dem Gerichtsurteil wurde Wang Bin zum Tode verurteilt, allerdings mit einer zweijährigen Gnadenfrist. Das Urteil werde nach zwei Jahren in lebenslange Haft ohne Bewährung umgewandelt.

## Organisation & Geschäftsbereiche
Zu den Tochtergesellschaften gehören:
- die China Life Insurance Company Limited,
- die China Life Asset Management Company Limited,
- die China Life Property & Casualty Insurance Company Limited,
- die China Life Pension Company Limited,
- die China Life Ecommerce Company Limited,
- die China Life Insurance (Overseas) Company Limited,
- die China Life Investment Holding Company Limited
- und das Insurance Professional College.

Die Geschäftsbereiche umfassen Lebensversicherungen, Sach- und Unfallversicherungen, betriebliche Altersvorsorge, Vermögensverwaltung, alternative Anlagen, Auslandsgeschäfte und E-Commerce. Über Kapitalverbindungen hat das Unternehmen in mehrere Banken, Wertpapierfirmen und andere nichtfinanzielle Institutionen investiert.

## Aktionärsstruktur
Mit Geschäftsbericht 2023 stellt sich die Eigentümerstruktur wie folgt dar:
Die China Life Insurance (Group) Company gehört zu 90 % dem chinesischen Finanzministerium und zu 10 % dem National Council for Social Security Fund.
Diese wiederum ist mit 68,37 % der größte Aktionär der börsennotierten China Life Insurance Company Limited.
Darüber hinaus gab es zum Bilanzstichtag keine weiteren Aktionäre mit Anteilen über 10 %.